# Märtyrer von Arad

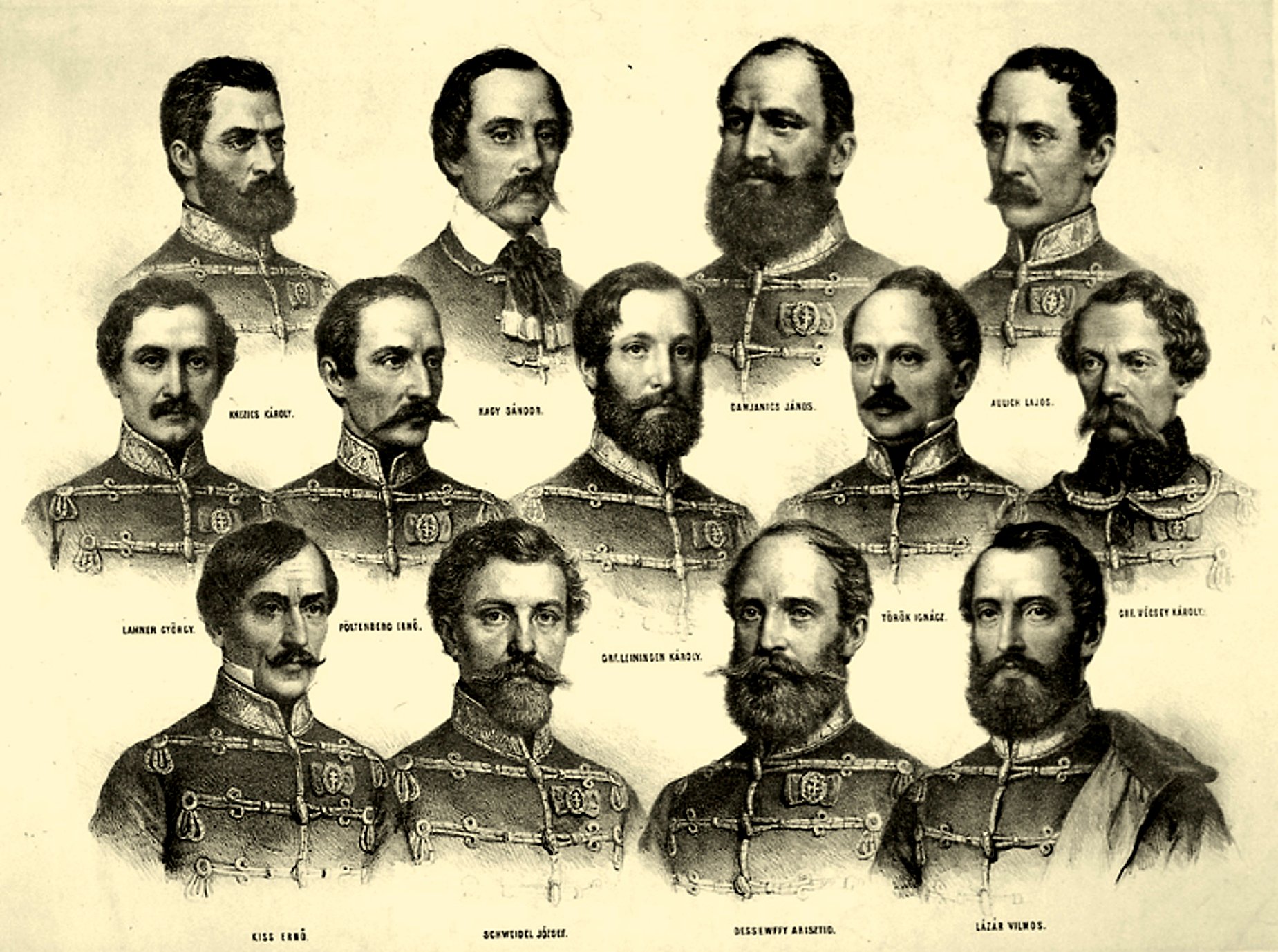
Károly Knezić, József Nagysándor, János Damjanich, Lajos Aulich, György Lahner, Ernő Poeltenberg, Károly Leiningen-Westerburg, Ignác Török, Károly Vécsey, Ernő Kiss, József Schweidel, Arisztid Dessewffy, Vilmos Lázár,
Die 13 Märtyrer von Arad, Lithografie von Miklós Barabás

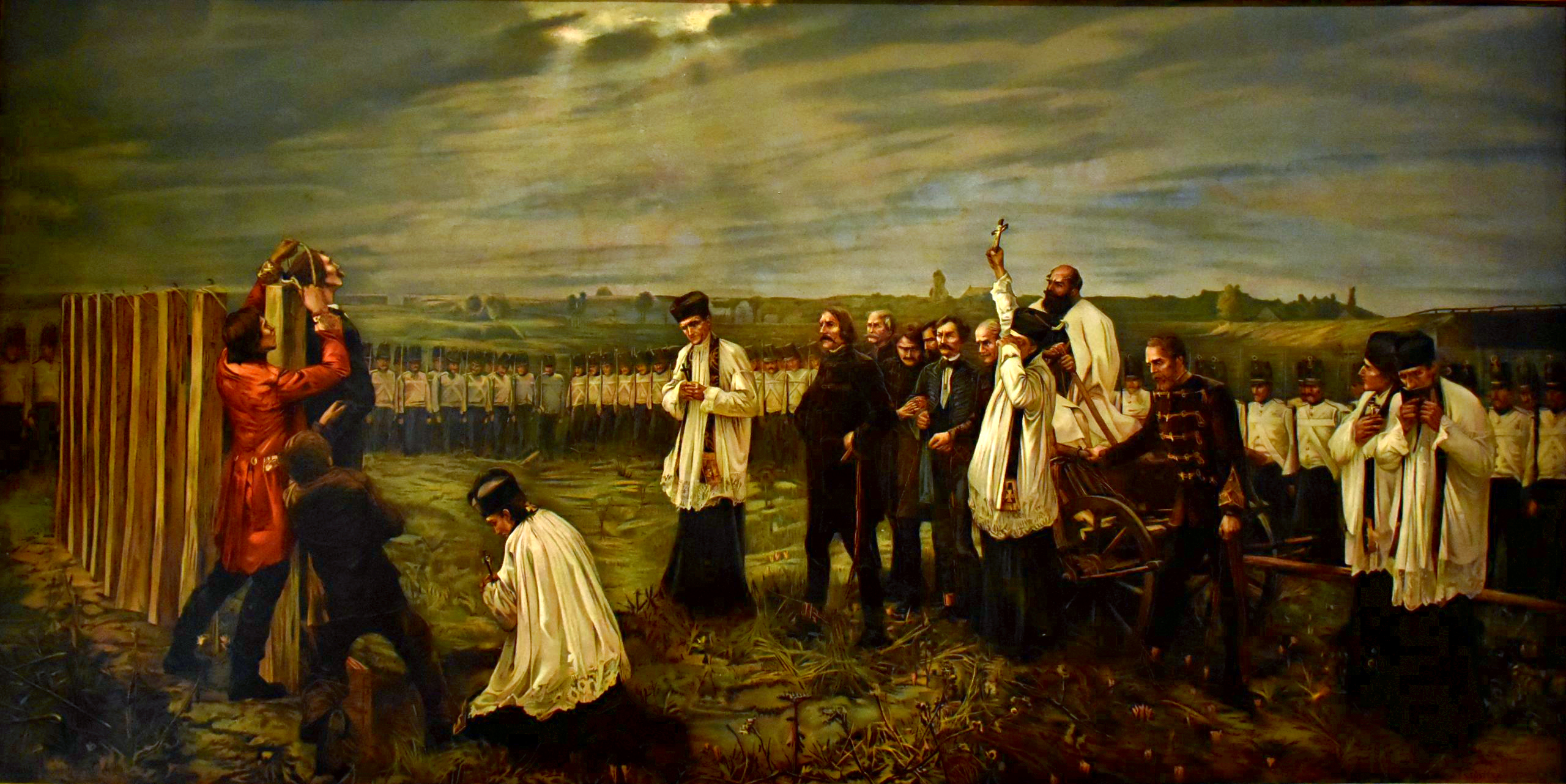
Hinrichtung der Märtyrer von Arad, Gemälde von János Thorma (1870–1937)

Als Märtyrer von Arad (ungarisch Aradi vértanúk) werden in Ungarn 13 Anführer und Generäle des ungarischen Aufstands von 1848/49 bezeichnet, die am 6. Oktober 1849 (dieser Tag ist in Ungarn ein nationaler Gedenktag) in der heute in Rumänien liegenden Stadt Arad hingerichtet wurden, obwohl ihnen freies Geleit zugesichert worden war.

## Hintergrund
Nach anfänglichen Erfolgen der Ungarn während des ungarischen Aufstands von 1848/49 griffen russische Armeen unter Fürst Iwan Paskewitsch und Alexander Nikolajewitsch von Lüders ein. Im Juni 1849 erreichten die auf ungarischem Boden vereinten russischen und österreichischen Verbände zusammen über 250.000 Mann und übertrafen damit die ungarische Armee bereits um das Doppelte.
Nachdem alle Hilfsrufe der Ungarn an andere europäische Mächte keinen Erfolg gebracht hatten, dankte der ungarische Reichsverweser Lajos Kossuth am 11. August 1849 zugunsten von Artúr Görgei ab, von dem er annahm, dass er der einzige General wäre, der zur Rettung der Nation fähig wäre. Am 13. August kapitulierte Artúr Görgei in Világos gegenüber den Russen unter General Rüdiger, die ihrerseits die Kriegsgefangenen den Österreichern unter dem kaiserlichen Befehlshaber Julius von Haynau übergaben. Auf Befehl des in der Folge als Statthalter von Ungarn amtierenden Haynau wurden am 6. Oktober 1849 dreizehn ungarische Generale der Revolutionsarmee in Arad hingerichtet.
Die Hingerichteten waren:
1. Ludwig Aulich (Lajos Aulich, * 1793), General und ungarischer Verteidigungsminister; Nachfolger von Artúr Görgei
2. Johann Damjanich (János Damjanich, * 1804), General und  Kommandant der Festung Arad
3. Arisztid Dessewffy (1802–1849), Generalmajor
4. Ernst Kiss von Ittebe und Elemér (Ernő Kiss, * 1799), Generalleutnant
5. Károly Knezić (* 1808), Generalmajor
6. Georg Lahner (György Lahner, * 1795), General, vor allem mit der Waffenproduktion befasst
7. Wilhelm Lázár (Vilmos Lázár, * 1815), Oberst
8. Karl zu Leiningen-Westerburg-Altleiningen (Károly Leiningen-Westerburg, * 1819), General
9. József Nagysándor (* 1804), General
10. Ernst Pölt von Pöltenberg (Ernő Poeltenberg, * 1808), General
11. Josef Schweidel (József Schweidel, * 1796), General; Kommandeur von Pest
12. Ignác Török (* 1795), General
13. Károly Vécsey (* 1807), General

Ebenfalls an diesem Tag wurde in Budapest Lajos Batthyány, der erste ungarische Ministerpräsident, hingerichtet. Am 6. Oktober 1890 fand die feierliche Enthüllung der Freiheitsstatue Arad zum Gedenken an die Märtyrer von Arad statt.